# Saltdal

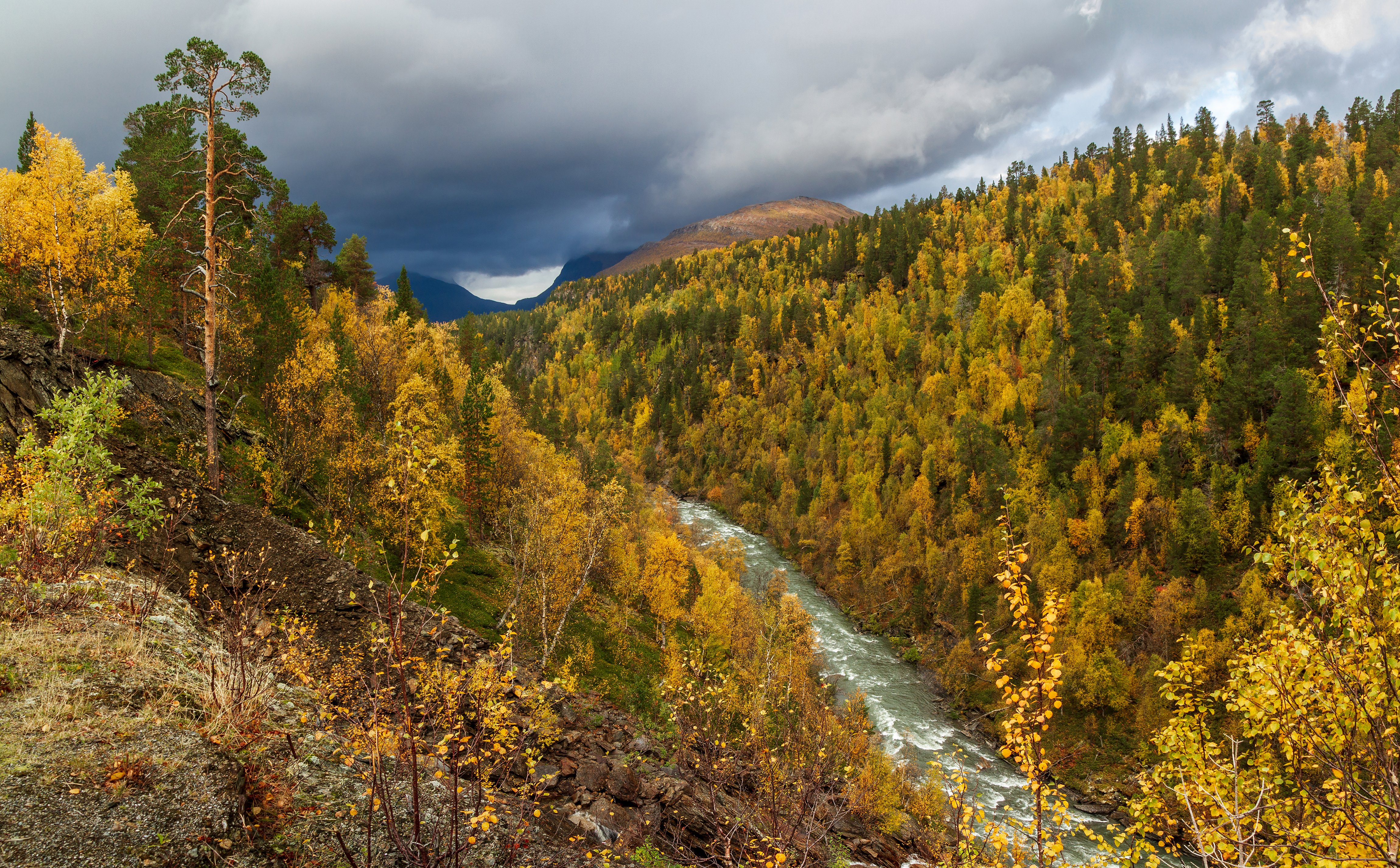
La rivière Graddiselva dans le Junkerdalen, à Saltdal. Septembre 2018.

Saltdal est une kommune de Norvège. Elle est située dans le comté de Nordland.

## Localités
- Botn (67° 06′ 00″ N, 15° 29′ 00″ E)
- Drageid (67° 01′ 00″ N, 15° 19′ 00″ E)
- Junkerdal (66° 48′ 00″ N, 15° 35′ 00″ E)
- Langset (67° 08′ 00″ N, 15° 28′ 00″ E)
- Lønsdal
- Rognan (67° 06′ 00″ N, 15° 23′ 00″ E)
- Røkland
- Russånes (66° 55′ 00″ N, 15° 19′ 00″ E)
- Setså (67° 10′ 00″ N, 15° 30′ 00″ E)
- Soksenvika (67° 07′ 00″ N, 15° 28′ 00″ E)
- Vik (67° 08′ 00″ N, 15° 24′ 00″ E)

## Personnalités nées à Saltdal
- Bernhoff Hansen (1877-1950), lutteur américain d'origine norvégienne.
- Elin Kristina Oskal (1999- ), actrice et chanteuse sami.